# Lista över företag i Simpsons
Detta är en lista över fiktiva företag i TV-serien Simpsons.
- A-1 Discount Broker är en aktieförmedlare. Deras slogan är "Our Commisions Offset Your Losses (Våra provisioner kompenserar dina förluster)".[1]
- a bugs death Exterminators är ett företag som sysslar med skadedjursbekämpning och har Sarcastic Man som personal.[2]
- Acne Grease Co. senare Acen Grease and Shovel är en firma som samlar in fett som de sedan säljer, senare började de också sälja skyfflar.[3]
- Ah Fudge Inc är en chokladfabrik med Cocoa Beanie som maskot.[4]
- Ajax Steel Mill är ett stålkraftverk där samtliga anställda är homosexuella och brukar festa efter jobbet. Stålverket drivs av Roscoe.[5]
- Anmimal Assistants är en firma som låter handikappade få köpa hjälpdjur. De har medverkat i Brailee Weekly.[6]
- Animotion är ett animeringsföretag som går i konkurs. Deras enda aktieägare var Homer Simpson.[7]
- Baby Get Well Cards, Inc. är en fabrik som fick stänga då barn skadade sig i Springfield.[8]
- Bail Bonds är ett företag som anordnar borgenärer. Företaget ägs av Lucky Jim. De har haft Homer Simpson som kund och slogan "We put criminals back on the street (Vi tar de kriminella tillbaka till gatan)".[9]
- BetterThanTV.com är ett företag som satsar på att göra animerade filmer på webben. De gjorde filmerna Angry Dad och Bin Laden in a Blender.[10]
- Bigger Brothers Agency är en ideell organisation för ensamma män och pojkar.[11]
- Blue Umbrella Insurance är en försäkringsbyrå som ligger på 100 Ballon Payment Boluevard.[12]
- Boudior Photography är en firma som garanterar diskretion med sitt arbete som boudoirfotograf.[13]
- Box Factory är en firma som gör lådor. Springfield Elementary besöker företaget varje år.[14]
- Comquaaq, Niagular, Vertiqual och Zouvauvazz är olika namn på en och samma telefonoperatör i Springfield.[15]
- CRIE är en firma som hjälper till med klängande barn. Inga av de anställda har egna barn. Deras slogan är "The Difference is Indifference (Skillnaden är likgiltig)".[16]
- Crazy Clown Airlines råkade anlita Homer som pilot och erbjöd familjen en gratis inrikesresa.[17]
- Ginormous Pictures är ett filmbolag har gjort uppföljare till Star Wars och Alvin och gänget samt Everyman.[18]
- Groovy Grove Juice Corporation är en dryckestillverkare som är den största tillverkaren av organisk juice i Springfield. Företaget ger halva vinsten till föräldralösa krigsbarn och ägs av Seth & Munchie.[19]
- Divorce Law Specialists är en skilsmässoadvokatbyrå som anlitades av Manjula.[20]
- Down With Buildings Demolition Co. är den framtida arbetsplatsen för Bart när han jobbar som byggarbetare.[21]
- 'Ex-Con Home Security med slogan "From The Big House to Your House (Från stora huset till ditt hus)" är en säkerhetsfirma där den anställda själva snor under sina besök hos privatpersoner.[22]
- Fake Vomit Inc. är ett företag som tillverkar konstgjorda spyor.[23]
- Gentleman's Relief Productions är en filmbolag som producerar porrfilmer.[24]
- Goldsboro's Honey är en biodlingsfirma i Springfield.[25]
- Groovetone Records är ett skivbolag där Homer haft en karriär.[26]
- Good Neighbors Bounty Hunters var en firma som samlade in kontanter till borgenärer som inte betalat. Företaget ägdes av Ned och Homer.[9]
- Handyman's Choice Copper Tubing är en firma som tillverkar kopparrör. Firman ägs av Rich Texan.[27]
- Hopping Mad Collection Agency är en indrivningsfirma i Australien som ligger på 10 Sheepdip Ct. i N.S. Wales, Sydney.[28]
- Hotenhoffer Pharmaceuticals är ett läkemedelsfabrik som provade att göra en drog som gjorde åldringar behagliga. Men drogen hade allvarliga bieffekter, så ägaren Walter Hotenhoffer, även känd som Augustus Gloop, bestämde sig för att dra in tillverkningen.[29]
- Humble Figurine Factory är en fabrik som tillverkar porslinsfigurer i Humbleton, Pennsylvania. De tillåter inte att de anställda har mustasch.[30]
- Jackpot Realty är en bostadsförmedling där Gil Gunderson jobbade tidigare men blev avskedad, men under en period återanställd som chef vid deras huvudkontor i Scottsdale.[31]
- J&J Construction är en byggfirma som har en slogan "The Vague Answer People (Den vaga personens svar).[32]
- Kids First Industries är ett leksaksföretag som även ägt Springfield Elementary där de använde eleverna för att producera produkten Funzo. Anställda är Jim Hope och Lindsey Naegle samt Gary Coleman.[33]
- Kitchen-Maid Inc. är ett företag som tillverkade kex för 30 år sedan och hade då en tävling då man kunde vinna en resa till Afrika. Tillverkar idag hushållsgift och julljus.[34]
- Knoxville Bonded Corutier Service är en kurirtjänst som ägs av Knoxville Copier Co.[35]
- Kumatstu Motors är en japansk bilfirma, de köpte upp Powel Motors i Detroit.[36]
- Lamborgotti är en italiensk bilfirma.[37]
- Li'l Lisa Recyling Plant var en återvinningscentral som ägdes av Mr. Burns med Lisa som kompanjon som drevs av gamla tidningar, och deras maskiner var tillverkade av burkar och fönstren av spritflaskor. På återvinningscentralen tillverkade man också en sörja av döda djur som såldes som foder, isolering, kylmedel och sprängmedel. Mr. Burns sålde anläggningen för 120 miljoner dollar till Bay State Fish sticks.[38]
- Louie's Towing är en bärgningsfirma som ägs av Louie i Guidopolis.[16]
- Mapple är ett elektronikföretag som har Steve Mobs som VD. De har produkter som MyPod, MyBill, MyPhonies och MyCube.[39]
- Metamorphosis Microfinance är ett företag som hjälper folk att ta mikrolån.[40]
- Motherloving Suger Corp är Springfields största tillverkare av produkter gjorda av socker. "Greve Fudge-Ula" jobbade där som maskot i tjugo år innan han fick sluta då han fick löständer. Ägare är Garth Motherloving.[41]
- National Fatherhood Institute försöker få USA:s invånare att bli bättre fäder och hjälpte Homer Simpson att bli en perfekt fader.[42]
- Nickel 'N' Dime Animation Studio är ett företag som gör tecknade filmer. Företagets ägare sålde stolar till BetterThanTV.com men när det företaget gick i konkurs fick han istället rättigheterna till deras filmer.[43]
- Omni-Pave är ett rivningsföretag som ägs av Rich Texan.[44]
- Omnitoch är ett telefonföretag som kallar mobilmaster för "hålla kontakten-torn". Lindsey Naegle jobbar för företaget som äger också flera av USA:s historiska klenoder.[45]
- One-Week Wonder Films är ett filmbolag som kom tanken på att göra Everyman till en film men kom på den idén tre veckor försent.[18]
- Orwell Security är en övervakningsfirma från London som grundades 1984. VD för företaget är Nigel Bakerbutcher.[46]
- Osaka Seafood Convern är fiskfabrik i Japan där familjen Simpsons en gång jobbade för 31 cent per last.[47]
- Owenfresh Industry är en firma för matprodukter. Deras maskot är buljongen Billy och de har en kvinna på sina förpackningar som utses genom en tävling.[32]
- Paramountie Studios är ett filmbolag i Toronto som spelat in filmerna "Canadian Graffiti", "Undercover Ned" och "Curling for Loonies".[48]
- Petrochem Petrochemical Corp. är företaget som tillverkar dockan "Malibu Stacy".[49]
- The Pharm Team är ett läkemedelsinstitut som använde Bart Simpson som försöksperson för Focusyn.[50]
- Pharm-Er John's Pharmaceuticals är ett företag som tillverkar mediciner och tar överpris.[51]
- Polystar Pictures är ett filmbolag i Hollywood.[52]
- Representations är en agentbyrå.[53]
- Rubber Baby Buggy Bumper Babysitting Service är en barnvaktstjänst som vägrar anlita familjen Simpson.[54]
- Slash-Co Knives är en knivtillverkare som marknadsför sina produkter genom dörrförsäljning.[55]
- Snot Wheels är ett företag som reparerar cyklar som Nelson Muntz startade efter att han fått ett mikrolån av Lisa Simpson. Jimbo, Kearney, Dolph, Seymour och Gary jobbade på företaget.[40]
- Springfield Aqua-Cars var Springfields första vattenbilhybridfabrik.[56]
- Springfield Babyproffing är en firma som tillämpar dörrförsäljning där de försäkrar barn att inte drabbas av olyckor.[8]
- Springfield Collection Agency är en indrivningsfirma.[57]
- Springfield Gas Company är bolaget som levererar gas i Springfield.[5]
- Springfield Lawyer-House är en advokatfirma där Blue-Haired Lawyer är anställd.[58]
- Springfield Speakers Bureau är en förmedlare för föreläsningar, där man kan anlita Walter Mondale, Marvin Hamlisch, Mark Fuhrman, förra ordförande för Proceter and Gamble, Mr. T, Mr Blackwell och Jeff Jenkis.[10]
- Springfield Phone Company är telefonföretaget i Springfield.[59]
- Springfield Travel är en resebyrå som har resor till Superbowl, Dollywood och EuroDollywood som ägs av Wally Kogen.[60]
- Soutern Cracker är en kexfabrik som har slogan "The Dryyyyyy Cracker (De torra kexen)". Kirk Van Houten jobbade under en längre period där.[61]
- Surly Joe's är den enda grundreparatören i Springfield.[62]
- Thai Food Factory är en firma som gör mat med räkor och jordnötter i. Företaget gick tidigare under namnet Petco.[63]
- Tipsy McStagger's Good Time Drinking and Eating Emporium är ett stort produktionsföretag inom mat och dryck. Vice vd är Harv Bannister och Professor Frink jobbar i deras labb.[64]
- WorldWide Pants är ett företag som tillverkar Homers byxor. VD:n heter Eli Stern VI och hans familj har ägt företaget i generationer. Företaget slutade tillverka blåa byxor efter en misslyckad Super Bowl-annons men började igen efter att Homer gjort en ny annons.[65]